# 脉冲激光沉积
脈衝雷射沉積（英語：Pulsed Laser Deposition，PLD），也被稱為脈衝雷射燒蝕（英語：pulsed laser ablation，PLA）為物理气相沉积(英語：Physical Vapor Deposition，PVD)的一種 , 是一種利用聚焦後的高功率脈衝雷射於真空腔體中對靶材進行轟擊，由於雷射能量極強，會將靶材汽化形成電漿蕈狀團(plasma plume)，並沉澱於基板上形成薄膜。
於鍍膜可於高真空、超高真空或通入工作氣體(如欲沉積氧化物薄膜，通常會通入氧氣作為其工作氣體)的環境下進行。
於脈衝雷射沉積的過程中，雷射的能量被靶材吸收之後，能量首先激發靶材內部的電子躍遷，之後再轉成熱能等使靶材汽化形成電漿態，於電漿雲中，包含分子、原子、電子、離子、微粒、融球體等物質。